# پیوند یگانه

نمایش پیوند یگانه در مولکول هیدروژن که به روش لوییس است.

پیوند یگانه(به انگلیسی: Single bond) گونه‌ای از پیوند شیمیایی کووالانسی است که بر اساس نظریه لوییس از اشتراک دو تک الکترون توسط دو اتم به وجود می‌آید. این پیوند یکی از متداول‌ترین انواع پیوندها در ترکیبات کووالانسی است. این نوع پیوند کووالانسی از یک پیوند سیگما که در واقع یک اوربیتال مولکولی ناشی از همپوشانی سر به سر اوربیتال‌های اتمی است، به وجود آمده. پیوند شیمیایی در ترکیباتی چون هیدروژن کلرید، متان، کربن تتراکلرید و بسیاری دیگر از ترکیبات کووالانسی تنها از پیوندهای یگانه تشکیل شده‌است.

## منبع
- شیمی عمومی ( جلد اول )، چارلز مورتیمر، دکتر عیسی یاوری، نشر علوم دانشگاهی، تهران ، ۱۳۷۵ ، شابک ‎۹۶۴−۶۱۸۶−۳۰−۰